# Alexandre Andryane

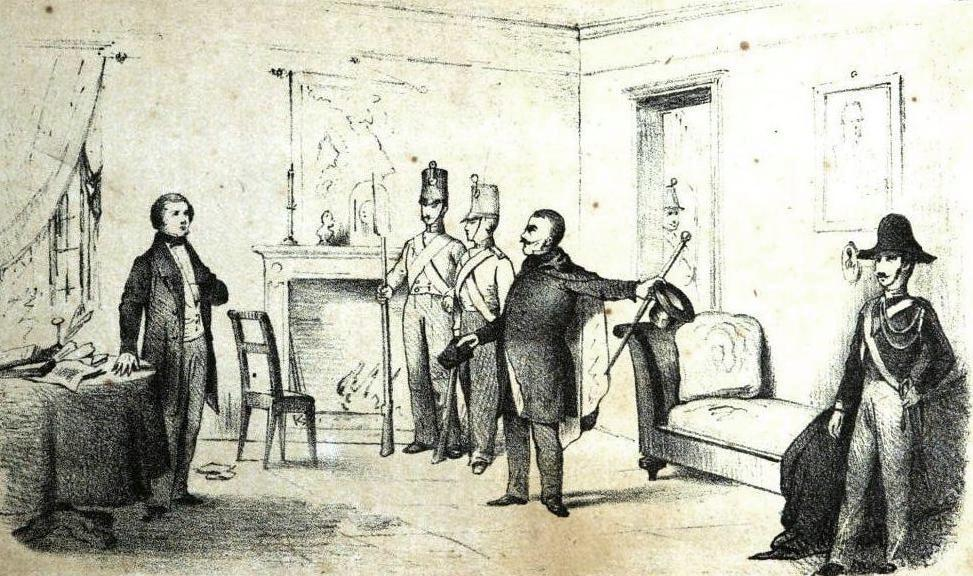
L'arrestation d'Andryane par le commissaire comte Bolza à Milan, le 18 janvier 1823.

Gangulphe-Philippe-François-Alexandre Andryane (ou Alexandre-Philippe Andryane), né à Jouy-le-Comte le 21 mars 1797 et mort au château de Coye-la-Forêt le 12 janvier 1863, est un homme politique français du XIXe siècle.

En tant que sympathisant de la cause des carbonari, il est connu pour avoir passé plusieurs années dans la forteresse autrichienne du Spielberg (1824-1832).

## Biographie

### Jeunesse et incarcération
Son père, Gangulphe Andryane, était un riche propriétaire. Résidant à l'hôtel Mirepoix, rue Saint-Dominique-Saint-Germain, il possédait notamment une fabrique près des étangs de Commelles à Coye. Gangulphe Andryane représenta l’Aube à la Chambre des Cent-jours en 1815. À la même époque, son fils aîné, Louis Simon Andryane de la Chapelle, fut nommé auditeur au Conseil d'État et chambellan de Napoléon Ier, et son fils cadet Alexandre Philippe s’engagea dans l'armée où, malgré son jeune âge, il devint l’aide de camp du général Merlin (dont la sœur, Pauline , était l'épouse de Louis Simon Andryane ). Alexandre quitta le service après la chute de Napoléon.

Après avoir mené à Paris une vie dissolue de dandy, il se rendit en 1820 à Genève pour y compléter ses études. Il y rencontra le révolutionnaire Philippe Buonarroti, qui l’intégra à sa société secrète d'inspiration maçonnique des Sublimi Maestri Perfetti et en fit son émissaire auprès de conspirateurs lyonnais et jurassiens 
Parti pour l’Italie en décembre 1822, il rejoignit le carbonarisme au lendemain de la tentative d’insurrection de la Lombardie menée par le patriote Federico Confalonieri. Arrêté à Milan le 18 janvier 1823, au moment où il allait détruire des documents compromettants que Buonarroti lui avait remis , il fut incarcéré à la prison Santa-Margarita puis condamné à mort, en même temps que Confalonieri, en janvier 1824. Leur peine fut commuée par l’empereur d'Autriche en détention à perpétuité à la forteresse du Spielberg, où étaient également incarcérés Piero Maroncelli et Silvio Pellico.

Pendant neuf ans, la belle-sœur d’Andryane fit de nombreuses démarches pour demander la libération d’Alexandre. Le général La Fayette prit même la parole en sa faveur à la Chambre des députés le 15 août 1831. Finalement, Mgr Gallard, évêque de Meaux, intervint auprès de la reine Marie-Amélie, qui obtint de l’empereur la libération du prisonnier en mars 1832.

### Œuvre littéraire et tentatives politiques
De retour en France, Andryane s’installa à Coye, où son père possédait un château et une filature. C’est dans cette commune, dont il fut bientôt nommé maire, qu’il épousa le 7 septembre 1835 Jeanne-Adèle Bulan, fille du vice-président de la chambre de commerce d’Amiens. À partir de cette époque, Alexandre fut surnommé « Andryane de Coye » pour le distinguer de son frère aîné, Louis «Andryane de la Chapelle», nommé ainsi en référence à sa propriété de La Chapelle-Godefroy (Saint-Aubin).

Après le succès des mémoires de son compagnon d’infortune, Silvio Pellico, Andryane fit paraître ses propres souvenirs de prison (Mémoires d'un prisonnier d'État au Spielberg, 4 vol., Paris, Ladvocat, 1837-1838), suivis du récit des débuts de ses activités subversives (Souvenirs de Genève, 2 vol., Paris, Coquebert, 1839). Stendhal a salué les "curieux mémoires de M. Andryane, amusants comme un conte et qui resteront comme Tacite"  et fait allusion aux mésaventures du carbonaro dans le chapitre V de sa Chartreuse de Parme (1839). Les récits de captivité d'Alexandre Andryane contribuèrent à sensibiliser l'opinion publique française à la cause nationale italienne.
Dans les années 1840, Andryane tenta en vain d’entamer une carrière politique nationale. Candidat à la députation, il fut battu (avec 104 voix contre 165) par Ferdinand Barrot dans l’arrondissement de Loches en juillet 1842, puis (avec 105 voix contre 280) par Philippe de Golbéry dans l’arrondissement de Colmar en août 1846. S'il s'était présenté sous la bannière des conservateurs en 1842, c'est avec le soutien du centre-gauche d'Odilon Barrot qu'il avait fait campagne en 1846.

### Rôle pendant la Révolution de 1848
Le rôle joué par Alexandre Andryane pendant la Révolution française de 1848 a été sujet à controverse.
 Resté proche de Barrot, partisan d’une régence de la duchesse d’Orléans, il s’était porté, aux côtés du général Oudinot, à la tête d’une colonne de gardes nationaux afin de protéger la duchesse pendant son intervention à la Chambre le 24 février. Revenu trop tard au Palais Bourbon, dont la duchesse s'était retirée après avoir échoué à empêcher l'avènement de la république, il y rencontra Alexis de Tocqueville qui note, dans ses Souvenirs : « Où était le même soir ce fougueux défenseur de la monarchie ? Le trait mérite d’être raconté et remarqué parmi tous les traits de versatilité dont l’histoire des révolutions fourmille. M. Andryane était dans le cabinet de M. Ledru-Rollin, administrant au nom de la République comme secrétaire général du ministère de l’Intérieur. »

Contrairement à ce qu'affirment Tocqueville ou Marie d'Agoult (qui écrit que l'ancien prisonnier du Spielberg aurait été nommé par Garnier-Pagès), Andryane, loin d'avoir directement rejoint les républicains de la veille, avait été envoyé à ce poste en tant qu'émissaire d'Odilon Barrot. En effet, dans la confusion de la formation du gouvernement provisoire, entre le 24 et le 25 février, le ministère avait été provisoirement tenu par Léon de Maleville, un proche de Barrot. Ledru-Rollin, qui ne prit possession de son ministère que le 25 février, n'aurait donc pas été consulté sur la nomination d'Andryane. C'est du moins ce qu'affirme Élias Regnault (futur collaborateur de ce ministre), alors qu'Andryane lui-même écrit que c'est bien après avoir rencontré les ministres républicains à l'Hôtel-de-ville qu'il reçut un ordre de mission signé Ledru-Rollin, Lamartine et Crémieux.

Chargé d'assurer la sûreté du ministère, d'y rétablir l'ordre et de faire parvenir aux départements les dépêches annonçant la formation du gouvernement provisoire, Andryane démissionna de ses fonctions le 5 mars et fut remplacé par Jules Favre. On reprocha à Andryane d’avoir abusé de son pouvoir de secrétaire général après qu'il eut ordonné la libération de l'ancien ministre Jean-Baptiste Teste, qu’il estimait menacé par les émeutiers.
Lors de ce même mois de mars 1848, après avoir exercé la fonction de commissaire du gouvernement auprès du comité des subsistances, il devint le président d'un club de républicains du lendemain, le club patriotique et républicain de l'Alliance, dont les réunions avaient lieu dans la salle de l'école communal des filles de la rue Madame. Ce club modéré comptait Henri Gaultier de Claubry, Paulin Guérin et Achille Valois parmi ses membres. Le mois suivant, lors des élections à la Constituante, Andryane tenta une nouvelle fois d’être élu député mais fut aussi bien battu dans l’Oise que dans l’Aube.

### Rôle pendant la campagne d'Italie (1859)
En 1859, lors de l’intervention française en Lombardie, Andryane rejoignit l'ancien carbonaro Napoléon III en Italie, à la veille de la bataille de Magenta. Après une première entrevue assez décevante au camp de San-Martino, Andryane rencontra une seconde fois l'empereur à Milan. Après lui avoir proposé d'organiser la défense nationale italienne, Napoléon III le chargea veiller aux intérêts de l’armée française, en qualité de commissaire général placé sous les ordres du maréchal Vaillant. Cette mission dont les contours, de l'aveu même de l'intéressé, étaient assez flous, prit fin après l'armistice de Villafranca. Andryane en profita pour voyager jusqu'à Florence avant de retourner en France, où il mourut quelques années plus tard.

## Archives
La reception d'Alexandre Andryane dans la societé secrete de Filippo Buonarrotti :
« "Genève, 10 octobre,
Je veux t’associer à de bons patriotes, m’avait dit Buonarotti; il a tenu parole ; j’ai été reçu hier dans une société secrète.
A sept heures du soir, j’étais au rendez-vous convenu: là, on me fit attendre seul dans une chambre où vinrent me visiter deux membres de la société, m’apportant trois questions il résoudre.
L’une d’elles était ainsi conçue :
– Quel est le gouvernement qui offre au peuple le plus de garanties pour la liberté et la prospérité publiques ?
J’ai répondu que c’était celui qui ayant pour principe la souveraineté du peuple, était organisé de manière à ce qu’il fût également éloigné de l’absolutisme des rois et du despotisme aveugle des masses.
L’un des membres prit le papier sur lequel j’avais écrit et resta quelque temps sans revenir; j’appris ensuite que mes réponses n’avaient pas entièrement satisfait quelques-uns des affidés. Cependant on me mit un bandeau sur les yeux, et me prenant fortement par le bras l’on me conduisit dans la salle du conseil.
– Qui es-tu ? Me demanda le président d’une voix que je reconnu aussitôt pour celle Buonarotti.
Je dis mon nom.
– Que veux-tu ?
– M’unir de cœur et d’action à de braves gens qui, comme moi, sont sans doute animés du désir de faire triompher la cause de la liberté.
– Mais qui t’a dit que c’était pour servir la liberté que nous sommes ici rassemblés ?
– Qui me l’a dit ?… les opinions et le caractère de celui qui m’interroge.
– Quelles sont les garanties que tu nous présente, jeune homme, pour t’associer à notre difficile entreprise ?
– Ma vie passée, ma vie actuelle, et ma volonté de tout sacrifier, s’il le faut, pour me rendre digne de la mission politique à laquelle je me crois appelé.
– Quelle est cette mission ?
– L’émancipation et la délivrance des peuples.
– Connais-tu ses dangers ? Sais-tu à quoi s’exposent les cœurs généreux qui se dévouent pour le bien public ? Es-tu bien pénétré des vertus qu’il faut acquérir, des défauts dont tu dois être exempt, pour travailler avec fruit à la grande œuvre de la régénération sociale ?
– Celui qui, fuyant le luxe, a réduit et réduit encore ses besoins à la plus simple expression,  celui qui cherche à se mettre en garde contre les séductions de l’amour-propre et de l’ambition, celui qui s’est convaincu que le courage politique, bien plus rare et plus difficile que le courage du soldat, ne peut s’acquérir que par l’étude, la réflexion et la modération des désirs, doit avoir autant et plus de chance qu’an autre pour résister aux épreuves quand le moment de s’y soumettre est arrivé. »